# 十文字町梨木
十文字町梨木（じゅうもんじまちなしのき）は、秋田県横手市の大字。郵便番号は019-0509。人口は1063人、世帯数は391世帯（2020年10月1日現在）。

## 地理
横手市南部、十文字地域の北東部に位置する。東と北で平鹿町醍醐、西で十文字町十五野新田、南で（大字）十文字町・十文字町西原二番町・十文字町腕越と隣接する。東北中央自動車道・国道13号・JR奥羽本線が南北に縦断し、十文字ICの入口が国道13号上に所在する。

### 小字
- 字家東（いえひがし）
- 字腕越境（うでこしさかい）
- 字沖野（おきの）
- 字御休尻（おやすみじり）
- 字御休ノ上（おやすみのうえ）
- 字御休下タ（おやすみのした）
- 字海道下（かいどうした）

- 字堤ノ上（つつみのうえ）
- 字堂の後（どうのうしろ）
- 字中島（なかじま）
- 字西沢見（にしさわみ）
- 字羽場下（はばした）
- 字村北（むらきた）

## 世帯数と人口
2020年（令和2年）10月1日現在の世帯数と人口は以下の通りである。
| 丁目         | 世帯数  | 人口   |
| ------------ | ------- | ------ |
| 十文字町梨木 | 391世帯 | 1063人 |

### 人口の推移
以下は国勢調査による1995年（平成7年）以降の人口の推移。
| 年                 | 人口  |
| ------------------ | ----- |
| 1995年（平成7年）  | 1,202 |
| 2000年（平成12年） | 1,270 |
| 2005年（平成17年） | 1,201 |
| 2010年（平成22年） | 1,146 |
| 2015年（平成27年） | 1,084 |
| 2020年（令和2年）  | 1,063 |

## 交通

### 鉄道
東部に奥羽本線が通っているが、駅はない。最寄り駅はJR東日本・奥羽本線の十文字駅。

### 道路
- 東北中央自動車道（湯沢横手道路）
- 国道13号

## 施設
- 薬王堂 十文字梨木店
- 十文字保育園

「梨木公園」と呼ばれる横手市の都市公園は、南接する十文字町西原二番町に所在する。